# Avenue de l'Europe (Bois-Colombes, Courbevoie et La Garenne-Colombes)
Pour les articles homonymes, voir Avenue de l'Europe.
L'avenue de l'Europe est une voie de communication située côté sud à Courbevoie côté nord à Bois-Colombes et côté ouest à La Garenne-Colombes.

## Situation et accès
Cette avenue se situe sur un point légèrement surélevé par rapport aux environs, ce qui explique le nom de trois des rues croisées : Rue du Moulin-Bailly, rue du Moulin des Bruyères et rue du Moulin-Massé.
Située sur la route départementale 11, elle est prolongée à l'est par l'avenue Faidherbe.

## Origine du nom
Cette avenue célèbre l'Union Européenne, communément appelée Europe.

## Bâtiments remarquables et lieux de mémoire
- Pont des Quinze-Perches, qui passe au-dessus de la ligne de Paris-Saint-Lazare à Saint-Germain-en-Laye.
- Siège social d'IBM France.